# Napoleone Colajanni
Napoleone Colajanni, né à Castrogiovanni le 28 avril 1847, mort à Enna le 2 septembre 1921, est un homme politique et intellectuel italien. 

## Biographie

### Premiers engagements et formation intellectuelle
Fils d'un médecin libéral et d'une propriétaire de mines de soufre, il est élevé dans l'idéologie patriotique de Mazzini. Son père est emprisonné puis banni pour sa participation à la révolution de 1848.
À 13 ans, il s'enfuit pour rejoindre les Mille de Garibaldi et deux ans plus tard, il participe à la bataille de l'Aspromonte, où il est fait prisonnier avant de bénéficier d'une amnistie. Puis il accompagne Garibaldi au Tyrol et combat lors des batailles de Monte Maggio et de Bazzecca les 16 et 21 juillet 1866 au sein du bataillon des carabiniers génois.
Ses engagements auprès de Garibaldi l'empêche de suivre des études, son père le formant à partir de sa bibliothèque personnelle. Après un diplôme d'études secondaires, il étudie la médecine à Gênes et à Naples en 1869. Son activité au sein de l'Alliance républicaine universelle de Mazzini lui vaut une arrestation avec Nicotera et Pantano. En prison durant neuf mois, il s'y lie avec Pantano, Giorgio Imbriani, Greco Ardizzone et d'autres patriotes et intellectuels de l'époque.
Il voyage en Argentine puis s'installe comme médecin à Castrogiovanni et gère temporairement sans succès les mines familiales. Il collabore à La Lettera della democrazia d'Alberto Mario et de la Rivista repubblicana d'Arcangelo Ghisleri.
Il obtient la capacité d'enseigner les statistiques à l'université de Messine tout en impliquant davantage en politique. Il s'affilie à la franc-maçonnerie et représente la loge maçonnique « I figli dell'Etna » au congrès national républicain de mai 1878 à Rome.
Dans les années 1870, il côtoie les milanais Alberto Mario, Gabriele Rosa et Arcangelo Ghisleri, lit les œuvres de Giuseppe Ferrari, Carlo Cattaneo et Gian Domenico Romagnosi et adhère au positivisme sans renier l’héritage politique de Mazzini. Nourri par sa riche correspondance avec des hommes politiques, des philosophes, des hommes de lettres, des sociologues et des économistes, et restant extérieur aux partis politiques, il publie des ouvrages abordant la criminologie, alors que se développe une école spécifique italienne, ou le système politique et social national proche du  socialisme dans son aspiration mais opposé à sa forme révolutionnaire.
Par son ouvrage Il socialismo paru en 1884, il influence les principaux dirigeants des Faisceaux siciliens des travailleurs dont il est nommé président d'honneur de plusieurs et qu'il défend dans le journal progressiste L'Isola dont il a pris la direction en 1890 et dans les colonnes duquel il poursuit les accusations contre la Navigazione Generale Italiana de Florio, et les attaques contre les accointances mafieuses de Palizzolo.

### Députation
A Palerme, les radicaux-républicains, quasiment disparus dans les années 1870, se sont progressivement régénérés, souvent au détriment des socialistes et internationalistes, à travers des cercles universitaires, des associations d'étudiants, et des journaux comme l'Isola. Candidat aux législatives italiennes d'octobre 1890 à Palerme, Napoleone Colajanni n'est pas élu face aux crispistes malgré un bon score grâce aux votes des cléricaux, mais il est élu député de Caltanissetta qu'il reste jusqu'à sa mort en 1921.
Siégeant à l'extrême-gauche, il soutient les premières actions du conservateur Antonio di Rudinì dirigées vers une moralisation de la politique et une plus large autonomie de la Sicile. Mais, avec les socialistes palermitains, Colajanni aspire à une autonomie démocratique au sein de l’Italie unifiée, s'appuyant sur de nouvelles ligues, une relation plus juste entre exploitants agricoles et grands propriétaires et le suffrage universel. Il voit dans la centralisation piémontaise une forme de colonisation de la Sicile par les Italiens du Nord, sans pour autant adhérer au courant sicilianisme ni au séparatisme. Il analyse l'émergence des faisceaux siciliens par l'abandon de la modernisation de l'île souhaitée par Garibaldi, le refus du régionalisme et la faiblesse de l’État sur l'île, accusant ainsi l'élite sicilien et l’État italien d'être à l'origine du retard économique et social de la Sicile. Patriote, républicain et démocrate, il invoque le self-government construit autour d'une décentralisation régionale, d’une autonomie des communes et la concession de libertés politiques.
Il s'oppose aux théories de Lombroso sur l'infériorité héréditaire des Méridionaux mais prend position en faveur du protectionnisme décrié par la majorité des méridionalistes.
Au parlement, il dénonce le scandale de la Banca Romana, s'oppose au transformisme politique, est à l'initiative d'une enquête parlementaire sur la campagne en Érythrée.
Il fonde en 1896 et dirige jusqu'à sa mort La Rivista popolare di politica, lettere e scienze sociali. Il est nommé professeur de statistique et à la faculté de Droit à l'université de Naples en 1901. 
Membre fondateur du Parti Républicain en 1895, il est partisan de l'interventionnisme démocratique durant la Première Guerre mondiale. Adversaire de la révolution bolchévique et du maximalisme, il flirte avec le fascisme naissant à la veille de sa mort.

## Ouvrages
- Il socialismo, 1884.
- Les événements de Sicile et leurs causes (Gli avvenimenti di Sicilia e le loro cause), 1894